# Finalmente piove (álbum de Valerio Scanu)

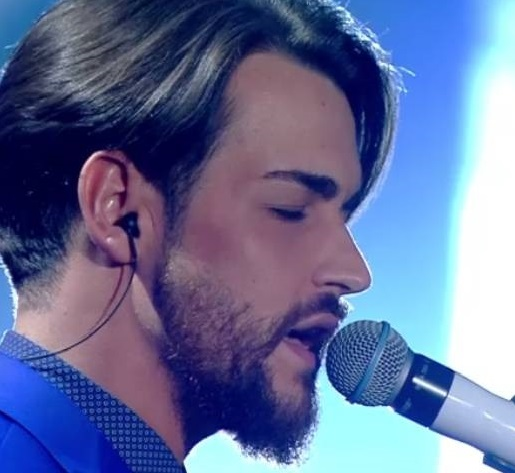
Valerio Scanu canta Io Vivrò (senza te) al Festival de Sanremo 2016

Finalmente Piove es un álbum de estudio del cantante italiano Valerio Scanu, publicado el 12 de febrero de 2016. 
El vídeo que da el título al álbum fue publicado el mismo día.
En este álbum que presenta 12 canciones inéditas y una versión, Valerio Scanu no es solo cantante, sino también autor y compositor. 
Valerio se presenta en el festival de Sanremo de 2016 con la canción Finalmente Piove, compuesta por Fabricio Moro y solo alcanza la decimotercera posición en la clasificación final del festival.
En este álbum hay también una versión cantada por Valerio en Sanremo en el concurso dedicado a las versiones: Io vivrò (senza te) de Mogol y Lucio Battisti. Gracias a su interpretación el cantante alcanza la segunda posición en este concurso.
Colaboró en este proyecto Fabricio Moro, que cedió su canción Finalmente Piove a Valerio, pero también Luca Mattioni, Mario Cianchi, Luxianos, Fiortens, Reross, Federico Paciotto, Davide Rossi y Mirko Tommasi, en calidad de autores o de compositores.
Luca Mattioni es el productor artístico.  
El álbum fue producido por NatyLoveYou, fundada por el mismo Valerio Scanu, y vendido por Self Distribuzione y por Digital Believe.
Valerio dijo él mismo el sentido de sus canciones:

Saranno otto tracce, otto scritte da me e prodotte da Luca Mattioni, che seguono il sound internazionale dell'ultimo disco ma rispecchiano maggiormente la maturità, non solo artistica, di oggi. Un album che parla di amore, quello vero, fatto di piccole e grandi cose, un sentimento che dura nel tempo, attraversa mille peripezie ma che alla fine ha sempre un risvolto positivo.
- traducción: Habrá 13 canciones, ocho escritas por mi y producidas por Luca Mattioni, que siguen el sonido internacional del último disco pero reflejan principalmente la madurez, no sola artística, de hoy. Un álbum que habla de amor, de amor verdadero, hecho de pequeñas y grandes cosas, un sentimiento que dura en el tiempo, atraviesa mil percances pero que al final siempre tiene una conclusión positiva.

## Lista de canciones
| N° | Títulos                       | Autores                                                                               | Duración |
| -- | ----------------------------- | ------------------------------------------------------------------------------------- | -------- |
| 1  | Finalmente Piove              | Fabrizio Moro (La Fattoria del Moro Publishing, Don't Worry Edizioni Musicali Srl)    | 3:10     |
| 2  | Dentro questa stanza          | Valerio Scanu, Luxianos, Fiortens                                                     | 3:02     |
| 3  | Un piccolissimo ricordo       | Valerio Scanu, Luxianos, Fiortens, Reross                                             | 3:23     |
| 4  | Mi pervadi                    | Federico Paciotto, Davide Rossi                                                       | 3:35     |
| 5  | Saprai di donna               | Federico Paciotto, Davide Rossi                                                       | 2:53     |
| 6  | Rinascendo                    | Valerio Scanu, Luxianos, Fiortens                                                     | 3,11     |
| 7  | Resto così                    | Valerio Scanu, Luca Mattioni                                                          | 3:49     |
| 8  | L'Ossessione                  | Valerio Scanu, Mario Cianchi, Luca Mattioni                                           | 4:11     |
| 9  | Nutriti di me                 | Davide Rossi, Lorenzo Mastropietro, Federico Paciotto                                 | 3:26     |
| 10 | La mia faccia nuova           | Valerio Scanu, Mario Cianchi, Luca Mattioni                                           | 4:05     |
| 11 | Meglio                        | Valerio Scanu, Luca Mattioni, Mirko Tommasi                                           | 4:03     |
| 12 | Io vivrò (senza te) (versión) | Mogol, Lucio Battisti (Edizioni Universal Music Publishing C.A.M. Creazioni Artistic) | 3:24     |
| 13 | Aspettiamo                    | Valerio Scanu, Luxianos, Fiortens, Reross                                             | 3:57     |

## Éxito comercial
El álbum está en la primera posición en la venta digital en Itunes y sigue siempre en esta posición durante los diez primeros días de venta.

## Banda
Valerio Scanu está acompañado por estos músicos:
- : piano: Gianluca Massetti
- : guitarras
- : bajo
- : Batería y percusiones.

Coristas: